# Жечнюв (гмина)
Жечнюв (пол. Rzeczniów) — сельская гмина (уезд) в Польше, входит как административная единица в Липский повет, Мазовецкое воеводство. Население 4791 человек (на 2004 год).

## Демография
| Перепись                       | Всего   | Всего | Женщины | Женщины | Мужчины | Мужчины |
| ------------------------------ | ------- | ----- | ------- | ------- | ------- | ------- |
| Единицы                        | человек | %     | человек | %       | человек | %       |
| Население                      | 4791    | 100   | 2407    | 50,2    | 2384    | 49,8    |
| Плотность населения (чел./км²) | 46,2    | 46,2  | 23,2    | 23,2    | 23      | 23      |

## Соседние гмины
1. Гмина Броды
2. Гмина Цепелюв
3. Гмина Илжа
4. Гмина Сенно